# 畢森 (堪薩斯州)
畢森（英語：Bison）是一個位於美國堪薩斯州拉什縣的城市。

## 地方資料
根據2020年美國人口普查的數據，畢森的面積為0.69平方千米，當中陸地面積為0.69平方千米，而水域面積為0.00平方千米。當地共有人口179人，而人口密度為每平方千米259.42人。